# Dar es Salaam
Dar es Salaam (arabă: دار السلام, traducere: „Casa Păcii”, Dār as-Salām), în trecut Mzizima, este cel mai mare oraș din Tanzania. De asemenea este și cel mai bogat oraș al țării și un important centru economic regional. Dar es Salaam este o provincie administrativă a Tanzaniei constituită din trei arii guvernamentale sau districte administrative: Kinondoni la nord, Ilala în centrul regiunii și Temeke la sud.
Regiunea Dar es Salaam avea o populație de 2.497.940 locuitori conform recensământului din 2002. Deși orașul și-a pierdut titlul de capitală în anul 1974 în favoarea orașului Dodoma, rămâne centrul guvernamental al țării și continuă să acționeze ca o capitală a regiunii învecinate Dar es Salaam.

## Note

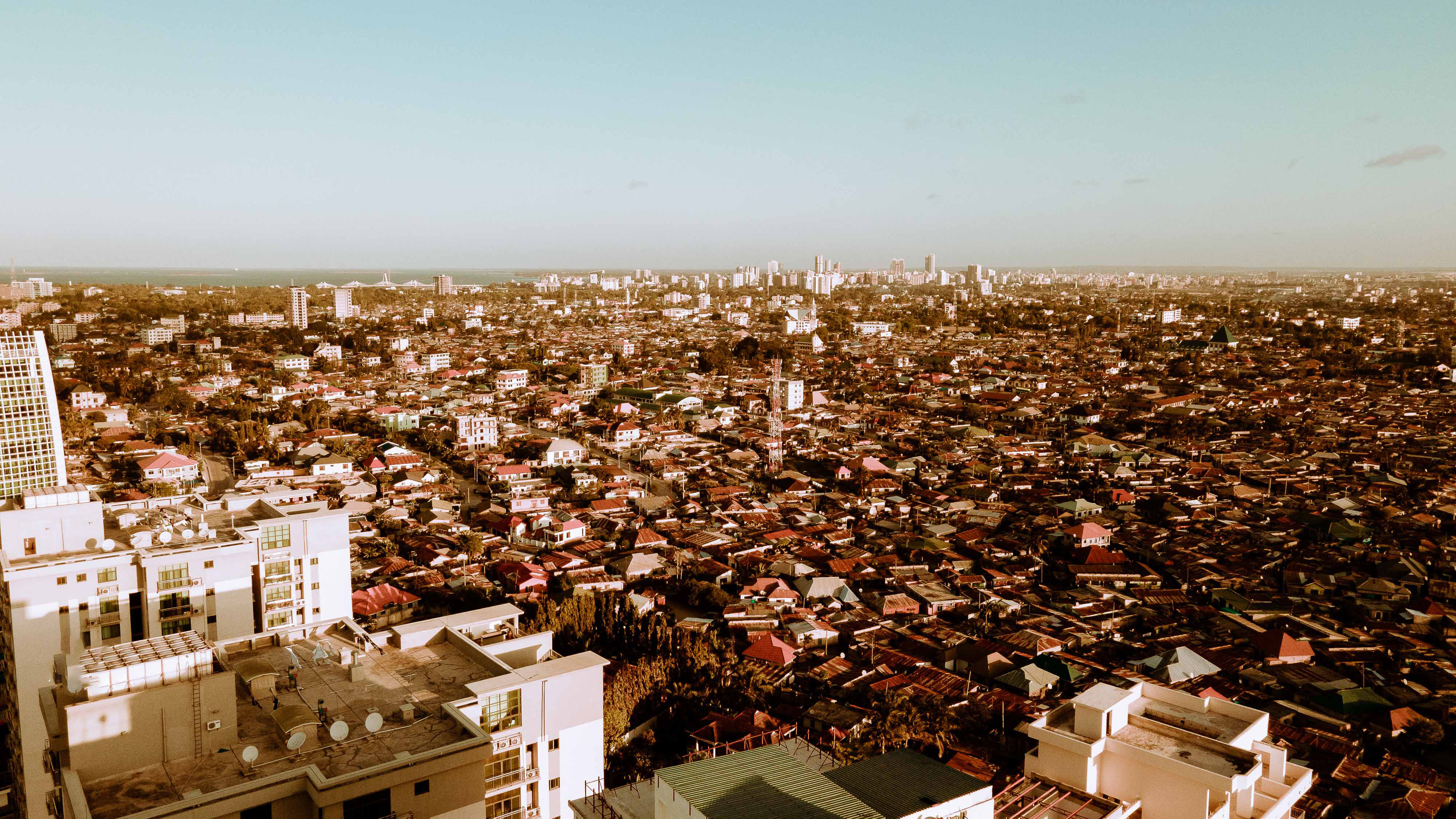
Dar es Salaam